# Дом Толстого — Борисовских
Дом Толстого — Борисовских (дом В. Б. Толстого) — историческое здание в Москве, построенное в XVIII веке. Объект культурного наследия федерального значения. Расположен на улице Земляной Вал, дом 27, строение 3.

## История
Дом был построен в 1773 году для полковника В. Б. Толстого (представителя старшей неграфской линии семейства Толстых) после пожара, уничтожившего прежние строения усадьбы. Дом располагался в глубине участка, на месте прежнего сгоревшего деревянного дома. Автором проекта считается архитектор П. Ф. Бортников, именем которого подписан сохранившийся чертёж. Также были отстроены хозяйственные постройки: изба для прислуги, погреб с напогребницей по красной линии Земляного Вала, кухня и баня позади дома. Сад усадьбы продолжался до Сусального переулка. Наследницей первого хозяина была дочь М. В. Толстая, продавшая в 1808 году владение купцам Борисовским. Сохранилась легенда, что с балкона дома, с которого открывался хороший вид на Лефортово и Разгуляй, Наполеон наблюдал за пожаром Москвы в 1812 году. Внутренняя планировка дома несколько изменена в 1871 году, когда была устроена новая парадная лестница со световым фонарём над ней. Борисовские владели им до 1906 года, когда продали дом Московско-Курской железной дороге. В доме разместилось правление железной дороги. После Октябрьской революции дом был отдан под квартиры, служебные постройки усадьбы были снесены. В 1930-е годы вокруг дома, на бывшей территории сада, возведены многоэтажные дома, отгородившие здание от улицы. В 1970 году дом был расселён, отреставрирован и передан НИИ «Теплобетон». В 2010 году в доме разместился ДК «Гайдаровец», ранее располагавшийся на углу Лялина и Яковоапостольского переулка.

## Архитектура
Дом характерен для раннего московского классицизма. Он прямоугольный в плане с небольшими выступами на торцах. Главный фасад оформлен пилястровым портиком ионического ордера, крайние пары окон обрамляют аналогичные пилястры. Аналогичные членения есть и на садовом фасаде. Центральную и боковые части фасадов также выделяет замена сухариков на крупные модульоны на карнизе. Оконные проёмы обрамлены наличниками сложной формы. Фасадные детали выполнены из белого камня. На заднем фасаде сохранился балкон на крупных белокаменных кронштейнах, украшенных тонкой резьбой, с уникальной ажурной просечной решёткой. Декор дома, а также торцевые выступы, сходны с домом Гендрикова, построенном неподалёку на несколько лет ранее. От первоначальной планировки сохранились парадная анфилада и сводчатые помещения первого этажа. Уцелел также фрагмент росписи в одном из залов парадной анфилады.

## Галерея
- Оформление центрального входа на заднем фасаде
- Балкон на главном фасаде
- Деталь фасада